# Termovalorizzatore

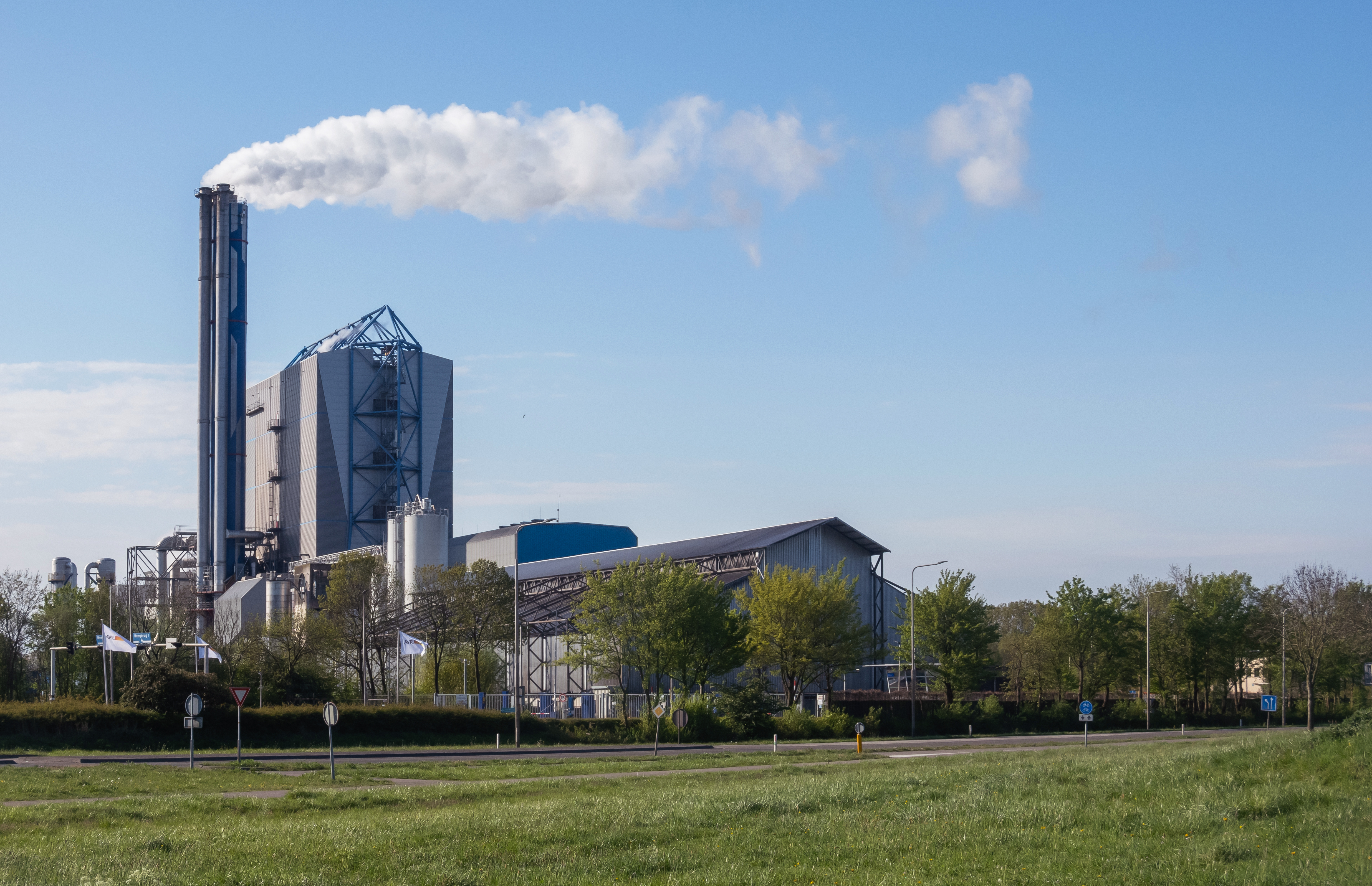
Il termovalorizzatore di Duiven nei Paesi Bassi

Il termovalorizzatore è un inceneritore che converte il calore generato dalla combustione dei rifiuti in energia destinata ad altro uso. I termovalorizzatori possono fornire calore ad alta temperatura in seno a centrali elettriche producendo energia elettrica tramite un impianto costituito da una turbina a vapore. Il vapore è generato dal riscaldamento, dovuto alla combustione dei rifiuti, di acqua contenuta in apposite caldaie. Oltre alla produzione di energia elettrica al termovalorizzatore può essere associato un impianto di cogenerazione per il teleriscaldamento o un impianto di gassificazione per la produzione del gas di sintesi.

## Storia
A Nottingham nel 1874 la società "Manlove, Alliott & Co. Ltd." su progetto di Alfred Fryer, costruì il primo inceneritore, chiamato destructor. Presto nel Regno Unito molti altri furono costruiti. Anteriormente alla prima guerra mondiale iniziarono ad essere utilizzati per la produzione e la vendita di energia elettrica. La disponibilità di questa energia convinse alcune municipalità di dotarsi di veicoli elettrici per la raccolta dei rifiuti. Il clinker inerte, prodotto finale della combustione era usato per pavimentazione stradale od opere di bonifica.
Nel 1903 a Frederiksberg fu costruito il primo termovalorizzatore danese, dopo che la municipalità aveva esaurito i siti disponibili per la discarica dei rifiuti urbani; l'impianto produceva energia elettrica e calore venduti al vicino ospedale e altri due impianti simili furono costruiti negli anni '30 a Gentofte e Aarhus; la costruzione si arrestò allo scoppio della seconda guerra mondiale, per riprendere negli anni '60.
Il primo termovalorizzatore municipale in Cecoslovacchia fu costruito nel 1905 a Brno: era un impianto di incinerazione con sette camere di combustione collegato ad una macchina a vapore Babcock-Wilcox con integrata una turbina per produrre corrente elettrica, inserita in rete tramite una stazione locale a 300 metri dall'impianto. Un secondo termovalorizzatore fu costruito nel 1934 a Praga. Nel 2011 l'impianto di Brno fu completamente rifatto con una capacità annua di trattamento di 248000 tonnellate di rifiuti e una produzione di 8-9.6 MJ/kg.

## Posizione nella gerarchia di trattamento dei rifiuti

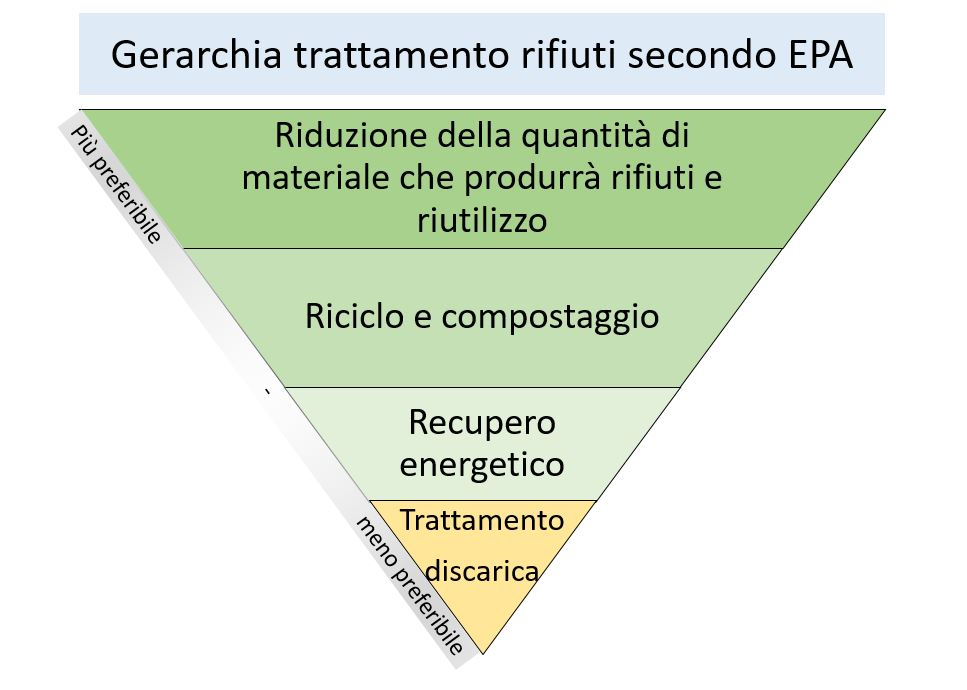
Gerarchia trattamento rifiuti secondo EPA

L'EPA (Environmental Protection Agency) ha sviluppato una piramide gerarchica di valutazione delle procedure di smaltimento dei rifiuti non pericolosi riconoscendo che un unico approccio metodologico di smaltimento non è valido per tutte le circostanze. Questa gerarchia segue la logica di prediligere la riduzione del materiale che concorre a produrre rifiuti, il riutilizzo del materiale e il riciclo.
Il recupero di energia con i termovalorizzatori fa parte di questa piramide, posizionato al di sopra del trattamento dei rifiuti e loro deposito in discarica, questo in quanto la combustione confinata e controllata dei rifiuti urbani decresce il volume dei rifiuti solidi da interrare nei siti di discarica e permette anche di recuperare energia dalla loro combustione, divenendo secondo l'EPA una sorgente di energia rinnovabile che riduce le emissioni di carbonio riducendo sia la richiesta di energia da fonti fossili che le emissioni di metano dalle discariche.